# UFC 47
UFC 47: It's On! è stato un evento di arti marziali miste tenuto dalla Ultimate Fighting Championship il 2 aprile 2004 al Mandalay Bay Events Center di Las Vegas, Stati Uniti.

## Retroscena
Il titolo dell'evento "It's On!" si riferisce alla definitiva materializzazione della tanto attesa sfida tra gli ex compagni di allenamento Tito Ortiz e Chuck Liddell: la negoziazione per tale sfida andò avanti per più di un anno e fu uno dei match più desiderati da parte dei fan dello sport.
In origine il main match doveva essere la sfida per il vacante titolo dei pesi massimi tra Tim Sylvia e Andrei Arlovski, ma il giorno prima dell'evento Sylvia fallì un test medico e di conseguenza Sylvia venne rimpiazzato con Wesley Correira per un match non titolato; Mike Kyle, che originariamente doveva affrontare Correira, ebbe come avversario Wes Sims.

## Risultati

### Card preliminare
- Incontro categoria Pesi Leggeri:  Genki Sudo contro  Mike Brown

Sudo sconfisse Brown per sottomissione (armbar triangolare) a 3:31 del primo round.
- Incontro categoria Pesi Massimi:  Jonathan Wiezorek contro  Wade Shipp

Wiezorek sconfisse Shipp per KO Tecnico (colpi) a 4:39 del primo round.

### Card principale
- Incontro categoria Pesi Massimi:  Wes Sims contro  Mike Kyle

Kyle sconfisse Sims per KO (pugno) a 4:59 del primo round.
- Incontro categoria Pesi Welter:  Nick Diaz contro  Robbie Lawler

Diaz sconfisse Lawler per KO (pugno) a 1:29 del secondo round.
- Incontro categoria Pesi Massimi:  Andrei Arlovski contro  Wesley Correira

Arlovski sconfisse Correira per KO Tecnico (pugni) a 1:15 del secondo round.
- Incontro categoria Pesi Leggeri:  Yves Edwards contro  Hermes França

Edwards sconfisse França per decisione divisa (29–28, 28–29, 29–28).
- Incontro categoria Pesi Welter:  Chris Lytle contro  Tiki Ghosn

Lytle sconfisse Ghosn per sottomissione (strangolamento bulldog) a 1:55 del secondo round.
- Incontro categoria Pesi Mediomassimi:  Tito Ortiz contro  Chuck Liddell

Liddell sconfisse Ortiz per KO (pugni) a 0:38 del secondo round.